# Escola de Lausanne
A Escola de Lausanne, ou de Lausana, de economia, também conhecida como Escola Matemática, é uma vertente do pensamento econômico neoclássica, desenvolvida em torno das ideias do francês Léon Walras e do italiano Vilfredo Pareto. A característica central da Escola de Lausanne foi o seu desenvolvimento da Teoria do Equilíbrio Geral.